# Biển tiến
Biển tiến là một sự kiện địa chất diễn ra khi mực nước biển dâng tương đối với đất liền và đường bờ biển lùi sâu vào trong đất liền gây ra ngập lụt. Biển tiến có thể làm cho nhấn chìm một vùng đất hoặc tạo các bồn đại dương. Biển tiến và biển thoái có thể do tác động của hoạt động kiến tạo như tạo núi, biến đổi khí hậu như các thời kỳ băng hà hoặc chuyển động đẳng tĩnh khi băng tan hoặc bóc mòn trầm tích.
Trong suốt kỷ Creta, tách giãn đáy biển đã tạo ra bồn Đại Tây Dương tương đối nông. Điều này làm giảm khả năng chứa của bồn đại dương trên thế giới và làm dâng mực nước biển trên toàn cầu. Do hậu quả của nước biển dâng, các đại dương tiến vào hầu hết phần miền trung Bắc Mỹ và tạo ra đường biển nội địa phía tây (Western Interior Seaway) từ vịnh Mexico đến Bắc Băng Dương.
Ngược lại với biển tiến là biển thoái (regression), là sự kiện mực nước biển rút xuống tương đối với đất liền làm lộ ra các phần của đáy biển trước kia. Trong suốt thời kỳ băng hà thế Pleistocen, hầu hết nước trong các đại dương được tích tụ ở các vùng đất đóng băng quanh năm làm cho mực nước trong đại dương hạ thấp 120 mét (so với bờ biển hiện tại) làm lộ ra cầu đất Beringia giữa Alaska và châu Á.

## Đặc điểm tướng trầm tích
Sự biến đổi tướng trầm tích liên quan đến các chu kì biển tiến và biển thoái thường dễ xác định do chỉ có vài môi trường đồng nhất tạo ra các loại trầm tích này. Ví dụ, các trầm tích mảnh vụn hạt thô như cát thường lắng đọng trong khu vực gần bờ, là môi trường có năng lượng cao; các trầm tích hạt mịn như bột và bùn carbonat thường tích tụ ở xa bờ hơn trong các vùng nước năng lượng thấp và sâu hơn.
Do đó, biển tiến chính bản thân nó đã thể hiện rõ ràng trong cột trầm tích (cột địa tầng), theo thứ tự từ dưới lên sẽ là các tướng gần bờ (như sa thạch) đến xa bờ (như đá hoa), từ các đá cổ nhất đến trẻ nhất. Biển thoái thì có thứ tự trầm tích ngược lại từ tướng xa bờ chuyển sang tướng gần bờ. Biển thoái thường ít được biểu diễn một cách đầy đủ trong địa tầng do các lớp bên trên thường có những dấu hiệu bào mòn như mặt bất chỉnh hợp.
Hai kiểu trên chỉ là sự ý tưởng hóa, còn việc xác định thực tế biển tiến và biển thoái thì phức tạp hơn nhiều. Ví dụ, biển thoái có thể chỉ là sự thay đổi tướng từ cacbonat sang phiến sét, hoặc biển tiến chỉ là biến đổi từ sa thạch sang phiến sét và các trường hợp tương tự. sự biến đổi theo chiều ngang (diện) về tướng đá cũng rất quan trọng.